# Rolf Skoglund
Rolf Fredrik Skoglund, född 11 augusti 1940 i Oscars församling i Stockholm, död där 28 juni 2022, var en svensk skådespelare. Bland den breda publiken var Skoglund mest känd för sin roll som den stressade pappan Gösta i Kjell Sundvalls film Vi hade i alla fall tur med vädret.

## Biografi
Skoglund var son till filmcensorn Erik Skoglund samt brorson till regissören Gunnar Skoglund. Han läste inledningsvis filosofi och juridik vid Stockholms universitet. Han började sedan sin skådespelarutbildning vid Axel Witzanskys teaterskola i Stockholm och fortsatte sina studier vid Dramatens elevskola år 1964–1967; han var därefter mer eller mindre permanent engagerad vid Dramaten. År 2003 engagerades han vid Stockholms stadsteater. Skoglund var även anlitad för att ge röster åt flera figurer i tecknad film och inläsning av ljudböcker.
Skoglund avled 81 år gammal i juni 2022 efter en tids cancersjukdom och är gravsatt i minneslunden på Galärvarvskyrkogården i Stockholm.

## Filmografi (urval)
- 1963 – Mordvapen till salu
- 1974 – En handfull kärlek
- 1975 – Garaget
- 1976 – Långt borta och nära
- 1977 – Den allvarsamma leken
- 1977 – Måndagarna med Fanny
- 1977 – Hempas bar
- 1978 – Bomsalva
- 1979 – Barnförbjudet
- 1980 – Vi hade i alla fall tur med vädret
- 1983 – Moderna människor
- 1985 – Svindlande affärer
- 1985 – Stilleben
- 1986 – I lagens namn
- 1987 – Fadern, Sonen och Den Helige Ande...
- 1989 – Änglahund (röst som Carface)
- 1989 – Den lilla sjöjungfrun (röst)
- 1990 – Hemligheten
- 1992 – Hammar
- 1993 – Härifrån till Kim
- 1993 – Kärlekens himmelska helvete
- 1994 – Pillertrillaren
- 1996 – The Return of Jesus, Part II
- 1996 – Nu är pappa trött igen
- 1997 – En kvinnas huvud
- 1998 – Rymd
- 2000 – Livet är en schlager
- 2000 –  Hundhotellet  (röst)
- 2000 – Jönssonligan spelar högt
- 2001 – Puder
- 2004 – Håkan Bråkan & Josef - Expedit i zooaffär
- 2005 – Rubinbröllop
- 2006 – Desmond & träskpatraskfällan (röst)
- 2008 – Morgan Pålsson-Världsreporter
- 2008 – Vi hade i alla fall tur med vädret – Igen
- 2010 – Kommissarie Späck

### TV-produktioner
- 1972–1973 – Ett resande teatersällskap (TV-serie)
- 1974 – Huset Silfvercronas gåta (TV-serie)
- 1974 –  Skuggan av en hjälte
- 1974 – Jo, skjut för fan!
- 1975 – Tjocka släkten (TV-serie)
- 1977 –  Möss och människor
- 1977 –  Men så en dag om morgonen
- 1978 – System 84
- 1980 – Jackpot
- 1981 – Hans Christian och sällskapet
- 1989 –  Ture Sventon, privatdetektiv
- 1991 –  Sista vinden från Kap Horn
- 1991 – Duo jag (TV-serie)
- 1991 –  V som i viking
- 1994 – Fallet Paragon (TV-serie)
- 1996 –  Cluedo - en mordgåta
- 1997 –  Bondånger
- 1997 –  Persons parfymeri
- 1997 –  Snoken
- 1999 –  De tre vännerna och Jerry (röst)
- 1999 –  S:t Mikael
- 2000 –  Brottsvåg
- 2002 –  Stackars Tom
- 2003 –  Chess
- 2003 –  Hem till Midgård (Gammelman)
- 2004 –  Lille Ho och loppan Fli (röst)
- 2006 –  Mäklarna
- 2010 –  Fångarna på fortet (Bebé Fouras)
- 2018 – Familjen Rysberg (TV-serie) (Dr Frankenstein)
- 2019 – Panik i tomteverkstan (TV-serie)
- 2021 – Mer panik i tomteverkstan (TV-serie)

## Teater

### Roller (ej komplett)
| År   | Roll                                           | Produktion                                        | Regi                 | Teater                  |
| ---- | ---------------------------------------------- | ------------------------------------------------- | -------------------- | ----------------------- |
| 1967 | Lysander                                       | En midsommarnattsdröm William Shakespeare         | Donya Feuer          | Parkteatern/ Dramaten   |
| 1969 | Filch                                          | Tolvskillingsoperan Kurt Weill och Bertolt Brecht | Alf Sjöberg          | Dramaten                |
| 1977 | Pjotr Verchovenskij                            | Onda andar Fjodor Dostojevskij                    | Ernst Günther        | Dramaten                |
| 1978 | Noel Biledew                                   | Vargen Howard Barker                              | Barbro Larsson       | Dramaten                |
| 1979 | Trotskij                                       | Kollontaj Agneta Pleijel                          | Alf Sjöberg          | Dramaten                |
| 1989 | La Fleche                                      | Den girige Molière                                | Wilhelm Carlsson     | Dramaten                |
| 1990 | Feif                                           | Carl XII August Strindberg                        | Jan Bergman          | Dramaten                |
| 1991 | Herr Darling Kapten Krok                       | Peter Pan J.M. Barrie                             | Jackie Söderman      | Dramaten                |
| 1992 | En medelålders man                             | På flykt Gao Xingjian                             | Björn Granath        | Dramaten                |
| 1994 | Johansson                                      | Spöksonaten August Strindberg                     | Andrzej Wajda        | Dramaten                |
| 1996 | Hembiträdet                                    | Lektionen Eugène Ionesco                          | Hans Klinga          | Dramaten                |
| 1996 | Medverkande                                    | Kabaré… tre år kvar…                              | Lennart Hjulström    | Dramaten                |
| 1998 | Centurio                                       | Celestina Fernando de Rojas                       | Robert Lepage        | Dramaten                |
| 2000 | Peter Kvitten, timmerman                       | En midsommarnattsdröm William Shakespeare         | John Caird           | Dramaten                |
| 2003 | Författaren Sergej Vonmiglasov Pjotr Semjonitj | Nysningen Neil Simon                              | Johan Wahlström      | Stockholms stadsteater  |
| 2003 | Domaren Jean Jacques van Boren                 | Chess Benny Andersson, Björn Ulvaeus och Tim Rice | Lars Rudolfsson      | Cirkus, Stockholm       |
| 2005 | Broder Peter Luderson                          | Lika för lika William Shakespeare                 | Yannis Houvardas     | Dramaten                |
| 2006 | En kypare på Wolffs hörna                      | Pinocchios aska Jokum Rohde                       | Anna Novovic         | Dramaten                |
| 2006 | Kammarherre hos Fursten                        | Kärlek och politik Friedrich Schiller             | Hilda Hellwig        | Dramaten                |
| 2007 |                                                | Fördold                                           |                      | Dramaten                |
| 2007 | Röst                                           | Vögelein                                          |                      | Dramaten                |
| 2008 | Telegin                                        | Onkel Vanja Anton Tjechov                         | Hilda Hellwig        | Dramaten                |
| 2008 |                                                | Drottningens juvelsmycke Carl Jonas Love Almqvist |                      | Dramaten                |
| 2009 | Bardolf                                        | Muntra fruarna i Windsor William Shakespeare      | John Caird           | Dramaten                |
| 2012 | Den döde konungen                              | Dissekering av ett snöfall Sara Stridsberg        | Tatu Hämäläinen      | Dramaten                |
| 2015 | Valentin                                       | Trettondagsafton William Shakespeare              | Åsa Melldahl         | Dramaten                |
| 2015 | Rolf Skoglund                                  | Salamandern Mikael Syrén och Kalle Westerdahl     | Mikael Syrén         | Teater Brunnsgatan Fyra |
| 2015 | Henning                                        | Beckomberga Sara Stridsberg                       | Annika Silkeberg     | Dramaten                |
| 2015 | Ulrik Brendel                                  | Rosmersholm Henrik Ibsen                          | Stefan Larsson       | Dramaten                |
| 2016 | Inbrottstjuven                                 | Rampfeber Michael Frayn                           | Alexander Mørk-Eidem | Dramaten                |
| 2017 | Prosten Lundberg                               | Molnens bröder Barbro Lindgren                    | Lars Rudolfsson      | Dramaten                |
| 2017 | Restaurangmannen Läkaren Herren i rullstolen   | Försökskaninerna Marie-Louise Ekman               | Marie-Louise Ekman   | Dramaten                |

| År   | Roll   | Produktion      | Regi | Teater       |
| ---- | ------ | --------------- | ---- | ------------ |
| 1995 | Gollum | Sagan om Ringen |      |              |
| 2012 |        | Rött och svart  |      | Radioteatern |

## Priser och utmärkelser
- 1993 – Carl Åkermarks stipendium av Svenska Akademien
- 2007 – O'Neill-stipendiet